# Lepäslampi
Lepäslampi är en sjö i kommunen Jyväskylä i landskapet Mellersta Finland i Finland. Den är 13 meter djup. Arean är 22 hektar och strandlinjen är 2,76 kilometer lång.  Den  ingår i Kymmene älvs huvudavrinningsområde.  Sjön ligger nära Jyväskylä och omkring 230 kilometer norr om Helsingfors. 